# خواص مواد الماس
الماس آلوتروپ کربن است که در آن اتم‌های کربن در نوع خاصی از شبکه مکعبی به نام مکعب الماس قرار گرفته‌اند. این کریستال از شفاف تا مات است و عموماً همسانگرد است (بدون شکست دوگانه یا بسیار ضعیف). الماس سخت‌ترین ماده طبیعی شناخته شده‌است. با این حال، به دلیل شکنندگی ساختاری مهم، چقرمگی الماس حجیم نسبتاً خوب است. استحکام کششی دقیق الماس فله ای کمی شناخته شده‌است. با این حال، مقاومت فشاری تا ۶۰ دیده شده‌است و می‌تواند به ۹۰–۱۰۰ به شکل سیم یا سوزن با اندازه میکرو/نانومتر (~ ۱۰۰–۳۰۰قطر ۱۰۰–۳۰۰، میکرومتر طول)، با حداکثر کرنش کششی مربوطه بیش از 9%. ناهمسانگردی سختی الماس در حین برش الماس به دقت در نظر گرفته می‌شود. الماس دارای ضریب شکست بالا (۲٫۴۱۷) و پراکندگی متوسط (۰٫۰۴۴) است که به الماس‌های تراش خورده درخشندگی می‌بخشد. دانشمندان الماس‌ها را با توجه به ماهیت نقص کریستالوگرافی موجود به چهار نوع اصلی طبقه‌بندی می‌کنند. طرح ناخالصی‌ها جایگزین اتم‌های کربن در ساختار بلوری الماس شده و در برخی موارد نقص‌های ساختاری، باعث دیده شدن طیف گسترده‌ای از رنگ‌ها می‌شود. بیشتر الماس‌ها درعایق‌های الکتریکی و رسانای حرارتی بسیار کارآمد هستند. برخلاف بسیاری از کانی‌های دیگر، وزن مخصوص کریستال‌های الماس (۳٫۵۲) از الماسی به الماس دیگر تفاوت بسیار کمی دارد.

## سختی و ساختار کریستالی
در یونانیان باستان به نام ἀδάμας (adámas، 'مناسب، غیرقابل تغییر، نشکن') و گاهی اوقات به نام adamant نامیده می‌شود، الماس سخت‌ترین ماده طبیعی شناخته شده‌است و سختی آن عدد ۱۰ در مقیاس موس سختی معدنی است. الماس به دلیل ساختار کریستالی خود، معروف به الماس مکعبی، بسیار قوی است که در آن هر اتم کربن دارای چهار همسایگی است که پیوند آن کوالانسی است. نیترید بور مکعبی حجیم (c-BN) تقریباً به سختی الماس است. الماس با برخی از مواد مانند فولاد واکنش نشان می‌دهد و c-BN هنگام برش یا سایش آنها کمتر ساییده می‌شود. (ساختار زینکبلند آن مانند ساختار مکعب الماس است، اما با انواع مختلفی از اتم‌ها) یک ماده فرضی در حال حاضر، نیترید کربن بتا (β-C
3N
4)، همچنین ممکن است سخت یا سخت‌تر باشد. مشاهده شده‌است که برخی از سنگدانه‌های الماس با اندازه دانه نانومتری سخت‌تر و سخت‌تر از بلورهای الماس بزرگ معمولی هستند، بنابراین به عنوان ماده ساینده بهتر عمل می‌کنند. به دلیل استفاده از آن مواد جدید فوق سخت برای آزمایش الماس، اکنون مقادیر دقیق تری برای سختی الماس شناخته شده‌است. یک سطح عمود بر جهت کریستالوگرافی [۱۱۱] (که طولانی‌ترین قطر یک مکعب است) الماس خالص (یعنی نوع IIa) دارای مقدار سختی ۱۶۷ است. هنگامی که با نوک نانوالماس خراشیده شود، (در حالی که خود نمونه نانوالماس دارای سختی ۳۱۰ است) دارای سختی ۳۱۰ می‌شود. از آنجایی که آزمایش فقط با نوک ساخته شده از مواد سخت‌تر از نمونه آزمایش شده به درستی کار می‌کند، مقدار واقعی نانوالماس احتمالاً تا حدودی کمتر از ۳۱۰ است.

تجسم سلول واحد مکعبی الماس: ۱. اجزای یک سلول واحد، ۲. یک سلول واحد، ۳. شبکه ای از سلول‌های واحد ۳×۳×۳

حجم مولی در برابر فشار در دمای اتاق.

استحکام کششی دقیق الماس ناشناخته است، اگرچه استحکام تا ۶۰ مشاهده شده‌است، و از نظر تئوری می‌تواند به ۹۰–۲۲۵ بسته به حجم/اندازه نمونه، کمال شبکه الماس و جهت آن: استحکام کششی برای جهت کریستالی [۱۰۰] (معمولی به سطح مکعب)، کوچکتر برای [۱۱۰] و کوچک‌ترین است برای [۱۱۰] است. [۱۱۱] محور (در امتداد طولانی‌ترین مورب مکعب). الماس همچنین یکی از کوچک‌ترین قابلیت‌های فشرده سازی را در بین هر ماده ای دارد.
الماس‌های مکعبی یک شکاف هشت‌وجهی کامل و آسان دارند، به این معنی که آنها فقط دارای چهار صفحه هستند - جهت‌های ضعیفی که به دنبال وجه‌های هشت‌وجهی هستند، جایی که پیوندهای کمتری وجود دارد - که در امتداد آنها الماس می‌تواند به راحتی بر اثر ضربهٔ صاف شکافته شود و سطحی صاف بر جای بگذارد. به‌طور مشابه، سختی الماس به‌طور قابل توجهی جهت دار است: سخت‌ترین جهت، مورب روی صفحه مکعب است، ۱۰۰ برابر سخت‌تر از نرم‌ترین جهت، که صفحه دوازده وجهی است. صفحه هشت وجهی حد واسط بین دو انتها است. فرایند تراش الماس به شدت وابسته به این سختی جهت دار است، زیرا بدون آن ساختن الماس تقریباً غیرممکن خواهد بود. برش نیز نقش مفیدی ایفا می‌کند، به خصوص در سنگ‌های بزرگ که در آن کاتر می‌خواهد مواد معیوب را حذف کند یا بیش از یک سنگ از یک قطعه زبر تولید کند (مثلاً الماس کولینان).